# Phryganea atomaria
Phryganea atomaria är en nattsländeart som beskrevs av Gmelin 1789. Phryganea atomaria ingår i släktet Phryganea och familjen broknattsländor. Inga underarter finns listade i Catalogue of Life.